# Gilbert de Umfraville
 Gilbert de Umfraville (né vers 1244 – mort en octobre 1307)  noble d'origine scoto-normande qui fut le 7e comte d'Angus de 1267 à 1307.

## Origine
La famille de Umfraville originaire de Normandie avait obtenu des domaines considérables en Angleterre dont l'importante baronnie de Prudhoe avec son château et des droits sur Redesdale (en) et Coquetdale, l'ensemble étant situé dans le Northumberland. Gilbert de Umfraville, est le fils et héritier de  Sir Gilbert de Umfraville et de Matilde (ou Maud), la fille et héritière de Malcolm le dernier comte d'Angus d'origine celtique. Elle avait épousé en premières noces John Comyn, qui portait de son vivant  le titre de comte d'Angus de jure uxoris. Après la mort de son premier époux sans héritier en 1242, elle porte le titre à son second mari qui meurt lui-aussi en avril 1245. Matilde se remarie et disparaît des sources après 1247 et la tutelle du jeune Gilbert est confiée pour 10.000 marks à Simon V de Montfort, comte de Leicester, sous l'influence duquel il rejoint les barons dans leur révolte contre le roi Henri III d'Angleterre. Toutefois la mort du comte  Simon à la bataille d'Evesham en 1265, alors que Gilbert s'est joint aux royaliste, dispense le jeune homme de son obligation de payer à Montfort le solde de 1.200 marks pour prendre possession de son héritage à sa majorité en 1267.

## Comte d'Angus
En 1295 Gilbert est convoqué au Parlement anglais avec le titre de « Lord Umfraville », bien que son titre anglais de comte d'Angus lui soit parfois donné par courtoisie dans les documents royaux anglais. Il sert le roi Édouard Ier au Pays de Galles en 1277 et en Gascogne en  1294. Alors que le comte Gilbert contrôle  vraiment son comté écossais avec la garde des châteaux royaux de Dundee et Forfar, il ne semble pas avoir joué un rôle important dans les affaires du royaume d'Écosse, alors qu'il pouvait y prétendre comme l'héritier de l'un des « sept anciens comtes gaëliques » qui revendiquaient le droit d'élire le roi d'Écosse. Ce prétendu droit prend toute son importance après la mort inopinée du roi Alexandre III d'Écosse en 1286.
Le comte Gilbert se voit confirmer la garde des châteaux de Dundee et Forfar  et en  1290 il participe au Parlement de Birgham qui ratifie le projet de contrat de mariage entre Marguerite, la « Maid of Norway », et Édouard de Cærnarvon, Prince de Galles. Après la mort de la jeune reine comme les autres détenteurs de châteaux royaux il reconnait au roi Édouard Ier le droit d'en garder le contrôle jusqu'à ce qu'un nouveau souverain soit désigné, et il rend l'Hommage féodal au roi anglais comme suzerain supérieur de l'Écosse (en anglais Lord Paramount of Scotland). Le comte  Gilbert, comme beaucoup de ses paires, ne s'inquiète pas du fait de détenir d'importants domaines et offices dans l'un et l'autre royaumes, une situation qui deviendra peu après intenable.
Lorsqu'éclate la guerre entre l'Angleterre et l'Écosse en 1296, Umfraville demeure loyal au roi Édouard. Il accompagne dans le nord de l'Écosse l'armée d'invasion anglaise et la même année il rend l'Hommage féodal au roi anglais comme comte d'Angus, aux côtés de Patrick IV, comte de March et de Dunbar, et de Robert (VI) de Bruce et son fils Robert Bruce, le futur roi d'Écosse. Un incident oppose à cette époque le fils ainé, homonyme et héritier du comte d'Angus, Gilbert à Sir Hugh Lowther, un serviteur du roi. On ignore pourquoi le jeune Gilbert défit Lowther, mais c'est vraisemblablement pour lui demander raison de cet  incident.
Le comte d'Angus intervient de nouveau dans le nord en 1298 et avec le comte Patrick IV de Dunbar, et joue un rôle crucial dans la campagne de cette année. Les Anglais s'avancent dans le Lothian, où ils ne trouvent aucune provision, car les écossais ont brûlé les récoltes et dispersé tout le bétail de la région. Les approvisionnements envoyés au nord par navires sont insuffisants empêcher un début de famine dans l'armée royale, alors 
que l'armée écossaise esquisse le combat. Finalement les deux comtes « écossais » réussissent à localiser William Wallace et ses troupes et ils participent à la victoire de l'armée d'Édouard Ier lors de la bataille de Falkirk. Le comte Gilbert continue à prendre part aux affaires Anglo-Écossaises en participant à une rencontre à York en juillet 1299 afin d'organiser les garnisons anglaises en Écosse. Il atteint maintenant la cinquantaine et le début du nouveau siècle le voit entrer dans un semi-retirement. Il est encore convoqué à un parlement à Carlisle au début de 1307 mais il meurt la même année.

## Union et postérité
Gilbert Umfraville épouse Elizabeth, 3e fille de Alexander Comyn, comte de Buchan, et d'Elizabeth de Quincy. Le couple sera inhumé dans une magnifique tombe dans le prieuré d'Hexham, où l'on peut encore voir leur effigies. Ils ont trois filsː 
- Gilbert de Umfraville, (mort en 1303) sans héritier de son mariage avec  Marguerite, fille de Thomas de Clare.
- Robert de Umfraville 8e comte d'Angus
- Thomas de Umfraville, connétable du château de Dundee en 1304.

## Source
- (en)  Fiona Watson, « Umfraville, Gilbert de, seventh earl of Angus (1244?–1307) », Oxford Dictionary of National Biography, Oxford University Press, 2004